# 大阪市立住吉川小学校
大阪市立住吉川小学校（おおさかしりつ すみよしがわしょうがっこう）は、大阪府大阪市住之江区にある公立小学校。

## 沿革
児童数の増加により大阪市立加賀屋小学校の学校規模が過大になったため、同校の分校が1950年に現在地に開設された。分校は1950年6月1日、3年生児童467名を収容して授業を開始した。分校での授業を開始した6月1日を創立記念日としている。
翌1952年には校舎が増設され、1-3年生児童が学ぶ学年分校となった。1953年4月1日付で加賀屋小学校より校区の南部を分離する形で独立し、大阪市立住吉川小学校として6年生までの児童で開校している。
開校時の児童数は23学級・1123人だった。開校直後は児童数が増加し続け、第一次ベビーブーム世代が小学生となった1959年度には児童数がピークに達し、40学級2179人となった。以降は児童数が徐々に減少している。
開校当初は教室が不足し、二部授業を余儀なくされていた。校舎が次々と増築され、1960年には二部授業が完全解消されている。
1985年には大阪市立小学校で初めて、アメリカンフットボールの指導を取り入れている。

### 年表
- 1950年6月1日 - 大阪市立加賀屋小学校の分校として現在地に設置。
- 1951年8月1日 - 増築第二期工事が竣工。
- 1953年4月1日 - 大阪市立住吉川小学校として独立開校。
- 1953年7月22日 - 鉄筋校舎が竣工。
- 1953年7月27日・28日 - 創立記念・鉄筋校舎竣工記念式を実施。
- 1954年6月1日 - 大阪市国語教育の研究校に指定される（西区本田・生野区舎利寺・東住吉区（当時）喜連の各小学校と住吉川小学校の計4校の共同研究）。
- 1958年 - 住吉区・西成区の小学校の学校給食で集団赤痢が発生。児童約350人が大阪市立桃山病院に入院。
- 1960年4月20日 - 校舎増築。二部授業を完全解消。
- 1962年11月28日 - 大阪府よい歯の学校特選校、全日本健康教育優秀校大阪府第2位に選出される。
- 1978年11月 - 卒業生のプロ野球巨人軍選手（当時）・高田繁が来校、野球教室を開催。
- 1993年4月 - 大阪市立真住中学校が開校。卒業生の進学先が従来の大阪市立加賀屋中学校から真住中学校へ変更。
- 2002年1月6日 - 卒業生のタレント・間寛平がテレビ番組収録のため来校。
- 2002年6月23日 - 創立50周年記念行事として、間寛平が記念講演。

## 通学区域
- 住之江区 東加賀屋3-4丁目、中加賀屋3-4丁目、西加賀屋3-4丁目、緑木2丁目、柴谷2丁目。

卒業生は基本的に大阪市立真住中学校に進学する。（1991年度以前卒業生は大阪市立加賀屋中学校に進学していた。）

## 出身者
- 高田繁 - プロ野球監督、元プロ野球選手。1958年卒業。
- 間寛平 - お笑いタレント。1961年卒業。
- 松本勝 - 俳優。1986年卒業。

## 交通
- 地下鉄四つ橋線 北加賀屋駅 南へ約800m。
- 地下鉄四つ橋線・ニュートラム 住之江公園駅 北東へ約1km。
- 南海本線 住吉大社駅 西へ約1km。
- 大阪シティバス 西加賀屋4丁目バス停 (29系統・76系統) 、姫松橋バス停 (48系統) 。